# 8×59 Breda
8×59 Breda ali 8 mm Breda je italijanski mitralješki naboj, ki je bil razvit leta 1935. Uporabljal se je predvsem v težki bredi (Mod. 37 & Mod. 38) in mitraljezu Fiat–Revelli M35.
Po drugi svetovni vojni je postopoma prešel iz uporabe in se danes ne proizvaja več. Izdelovali so ga vsaj do leta 1952.